# Milenge Milenge – Wir werden uns finden
Milenge Milenge (Hindi: मिलेंगे मिलेंगे,übersetzt: Wir werden uns treffen, wir werden uns treffen) ist ein Bollywoodfilm aus dem Jahr 2010. Außerdem ist er eine Neuverfilmung des Hollywoodfilms Serendipity (deutsch Weil es Dich gibt, 2001).

## Handlung
Priya, ein anständiges Mädchen, träumt von der Ehe und der Gründung ihrer eigenen Familie. Allerdings fehlt ihr dazu der passende Partner. Ihre Freundin Honey überredet sie, zu ihrer Tante, einer Wahrsagerin, zu gehen. Dort wird ihr prophezeit, dass Priya ihrem Traummann in sieben Tagen im Ausland begegnen wird.
Und tatsächlich schlägt das Schicksal zu: Das College spendiert Priya und ihren Freundinnen einen Ausflug zu einer Jugendveranstaltung in Bangkok. Dort verguckt sie sich in Amit alias Immy, der genau ihren Vorstellungen entspricht. Was Priya nicht weiß: Als Immy nachts im Mädchenwohnheim sich zufälligerweise in ihrem Zimmer versteckt hat, liest er ihr Tagebuch. Von ihrem Tagebuch macht er sich eine Kopie und weiß so genau, wie er sich ihr gegenüber zu verhalten hat. Denn Priya mag keine Lügner, Raucher und Trinker – alle Eigenschaften, die Immy eigentlich charakterisieren.
Nach einigen Tagen erfährt Priya von Immys wahrem Gesicht und für sie bricht eine Welt zusammen. Die Wege der beiden trennen sich, obwohl sich Immy tatsächlich in Priya verliebt hat. Er bittet sie um eine letzte Chance, die sie ihm dann auch gibt: Sie fordert ihn auf, seinen Namen und seine Telefonnummer auf einen Geldschein zu schreiben. Im Gegenzug dazu schreibt sie ihren Namen und Nummer in ein Buch, das sie bei einem Antiquar verkauft. Sollten sie etwas davon in die Hände bekommen, sei es ein Zeichen des Schicksals.
Es vergehen drei Jahre: Priya ist mittlerweile verlobt und auch Immy steht kurz vor der Hochzeit. Da beide nun vor einer wichtigen Lebensentscheidung stehen, wollen sie es noch einmal wissen und fordern das Schicksal selbst heraus. Beide machen sich auf der Suche nach dem Geldschein bzw. Buch. Als endlich beide den jeweiligen Gegenstand in ihren Händen halten, trennen sie sich von ihren jeweiligen Partnern und treffen sich an dem Ort wieder, wo sie das Schicksal herausgefordert haben und zwar beim Einkaufszentrum "Destiny".

## Musik
| Songtitel                      | Sänger/in                                |
| ------------------------------ | ---------------------------------------- |
| Milenge Milenge                | Alka Yagnik, Jayesh Gandhi               |
| Kuch To Bakee Hai              | Himesh Reshammiya                        |
| Ishq Ki Galee                  | Rahat Fateh Ali Khan, Jayesh Gandhi      |
| Tum Chain Ho                   | Alka Yagnik, Sonu Nigam, Suzanne D’Mello |
| Milenge Milenge                | Himesh Reshammiya, Shreya Ghosal         |
| Yeh Hare Kaanch Ki Choodiyan   | Alka Yagnik                              |
| Kuch To Bakee Hai (Bright Mix) | Himesh Reshammiya                        |
| Ishq Ki Galee (Dance Mix)      | Rahat Fateh Ali Khan, Jayesh Gandhi      |
| Kuch To Bakee Hai (Dark Mix)   | Himesh Reshammiya                        |
| Tum Chain Ho (Unplugged)       | Vinit Singh                              |

## Produktion
2004 war der Drehbeginn für diesen Film. Einer der Drehorte sollte in Thailand sein, allerdings hatte Shahid Kapoor gebeten, diesen zu verschieben, weil er zur Premiere seines Films Dil Maange More erscheinen wollte. Der Dreh wurde verschoben, und so sind sie dem Erdbeben im Indischen Ozean 2004 entkommen, wo die Filmcrew ihr Hotel am Strand von Thailand gebucht hatte.
Der Film sollte am 23. Dezember 2005 in die Kinos kommen, allerdings gab es finanzielle und Casting Probleme.
Nachdem die beiden Hauptdarsteller Kareena Kapoor und Shahid Kapoor sich privat getrennt hatten, glaubte keiner mehr an eine Veröffentlichung des Films. Doch der Regisseur bestätigte den Kinostart für den 15. Februar 2008. Dennoch verschob sich die Veröffentlichung, da Shahid und Kareena den Film noch synchronisieren mussten. Erst im Februar 2009 war die Synchronisation abgeschlossen. Schließlich schaffte es der Film am 9. Juli 2010 in die indischen Kinos.

## Kritik
„Erwartungen ganz tief halten. Dann wird man mit einem Werk bedient, das zwar hoffnungslos veraltet ist und inhaltlich wie cineastisch nicht viel zu bieten hat - aber einen mehr oder weniger willkommenen Rückwurf in das indische Massenkino der 90er-Jahre liefert. Die zentrale Idee der Story, wonach das Schicksal mit Hilfe einer Notiz auf Geldschein und Buch entscheiden soll, stammt zwar dreist geklaut aus einem Film von 2001 - der süssen Hollywoodproduktion "Serendipity". Doch der Rest ist 90er pur. Und wer darauf stand und steht, der kriegt hier ja immerhin nichts vollends Übles geboten. Inspirationsarm, langfädig, kunstfrei, simpel gestrickt - ja. Aber übel sicher nicht.“ (von molodezhnaja.ch)